# Wallanlagen (Lübeck)

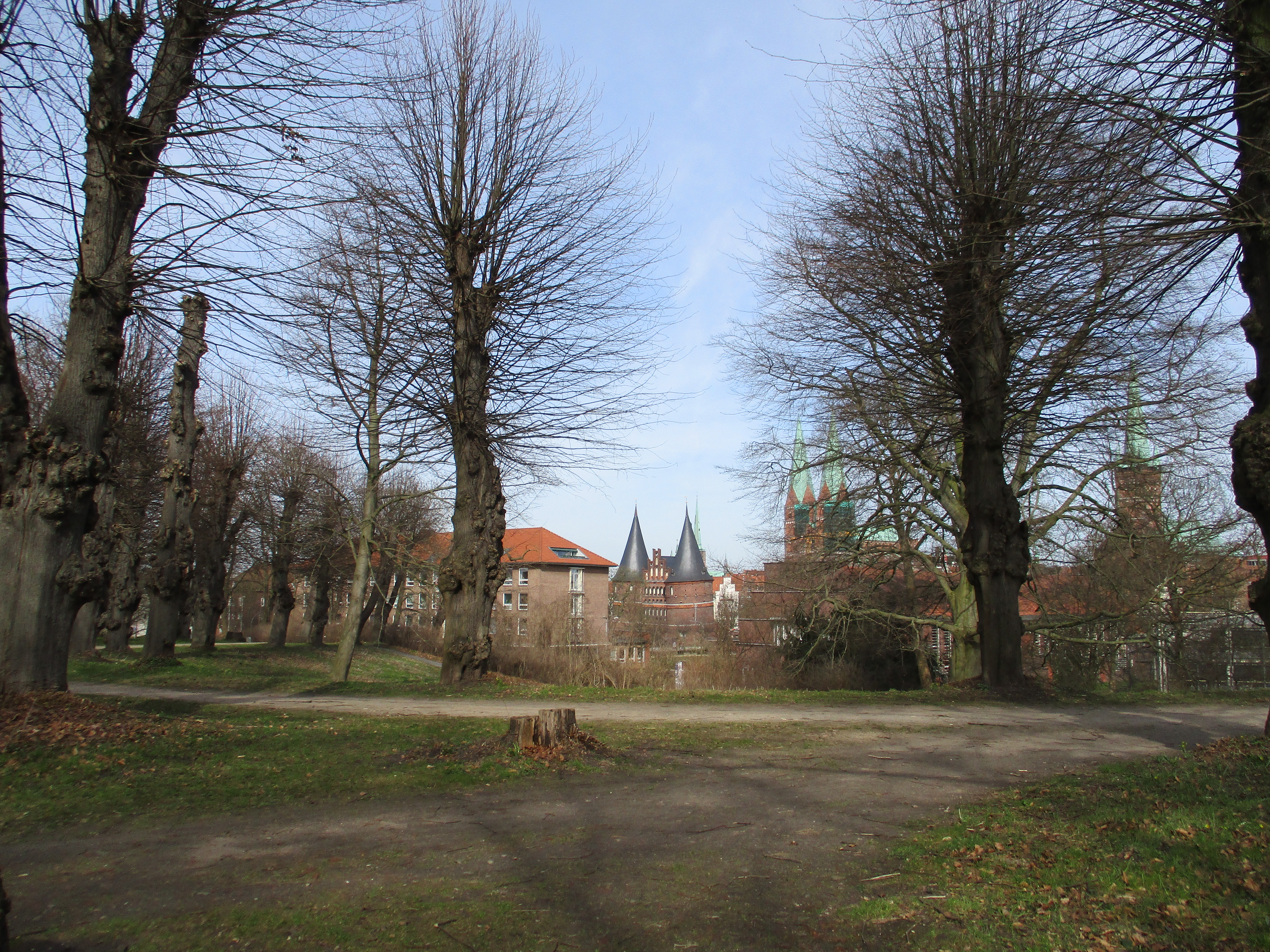
Eingang Wallanlagen

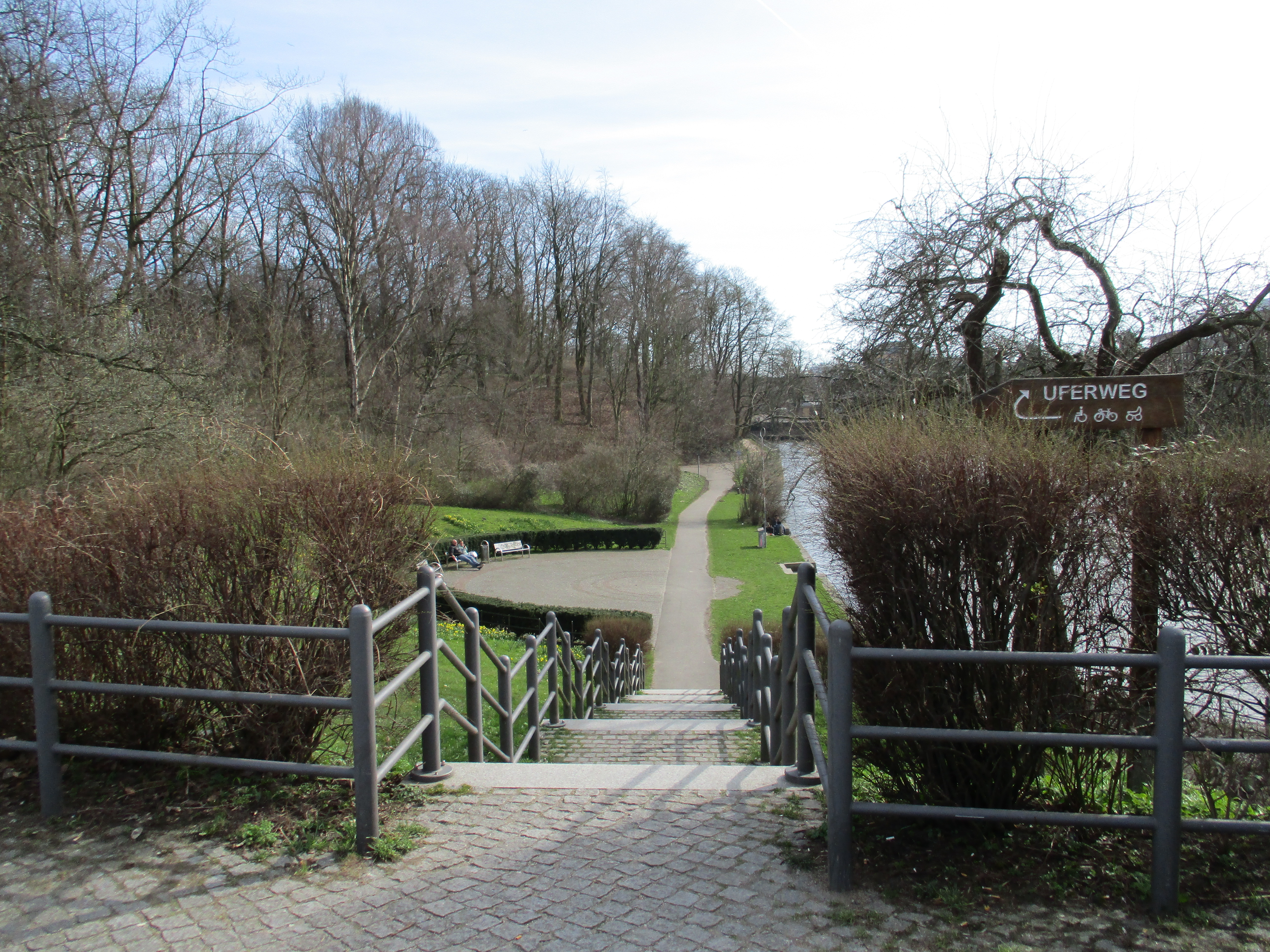
Sonnenplatz

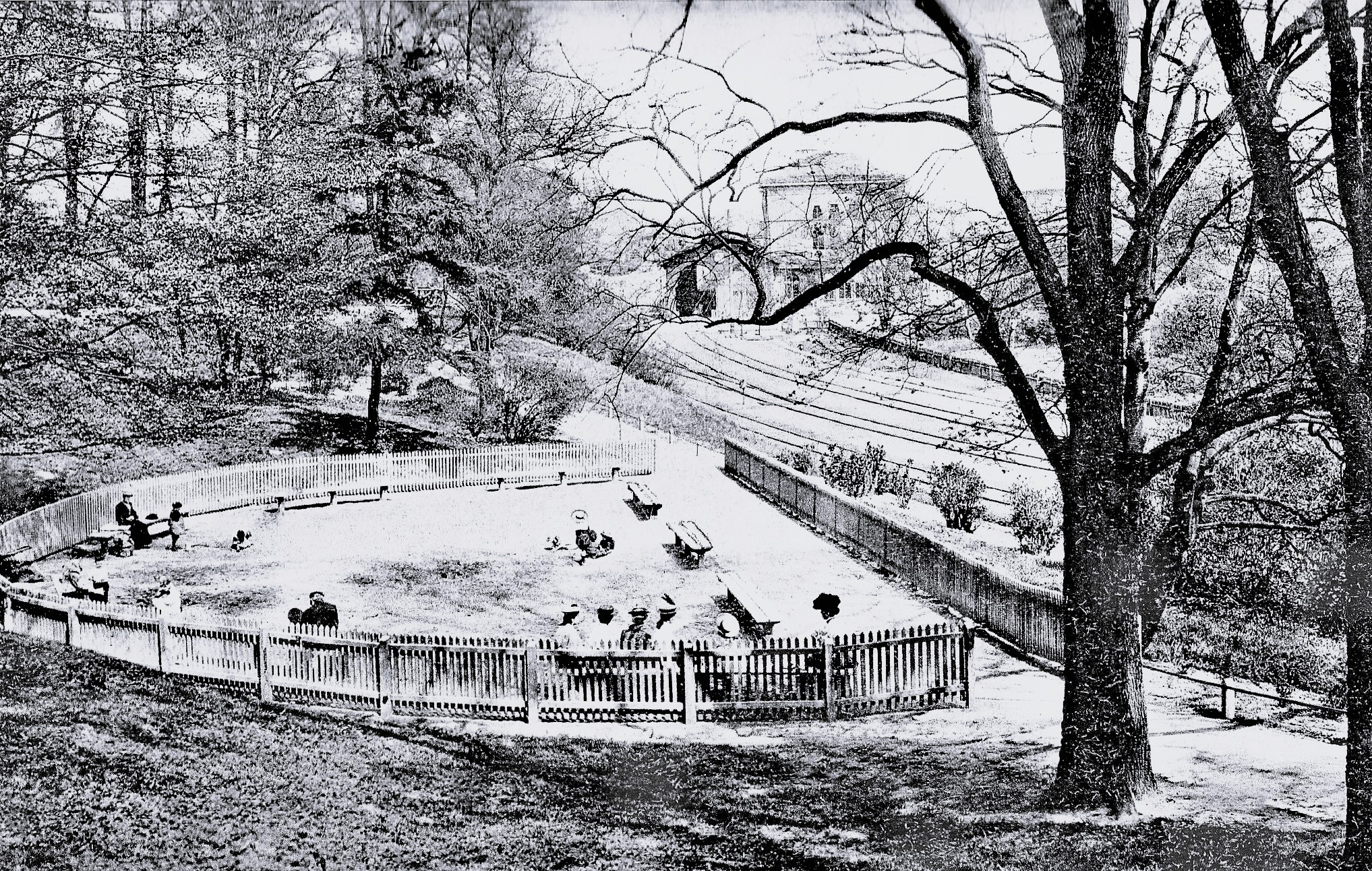
„Bastion Holstentor“, 1906

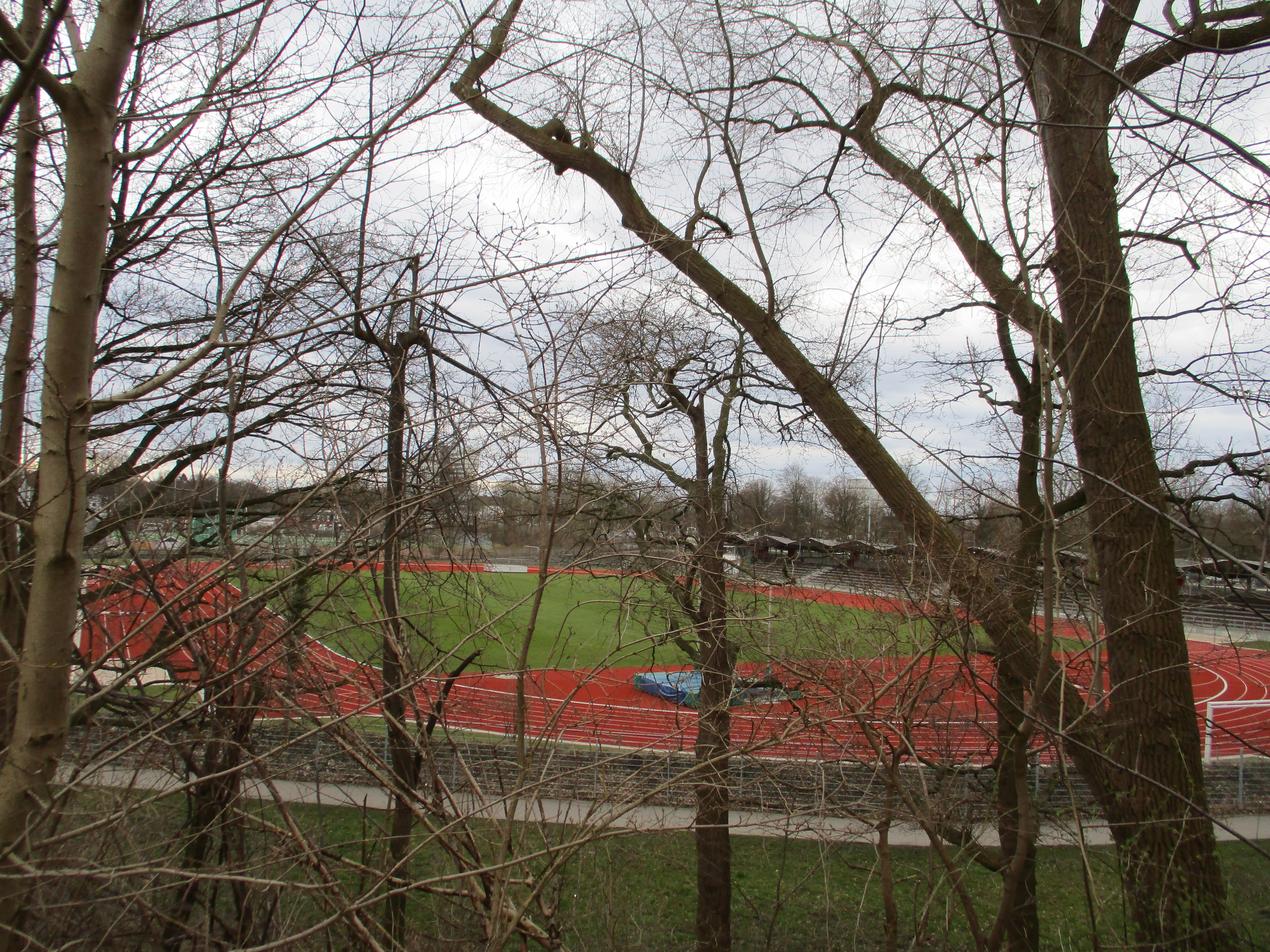
Buniamshof

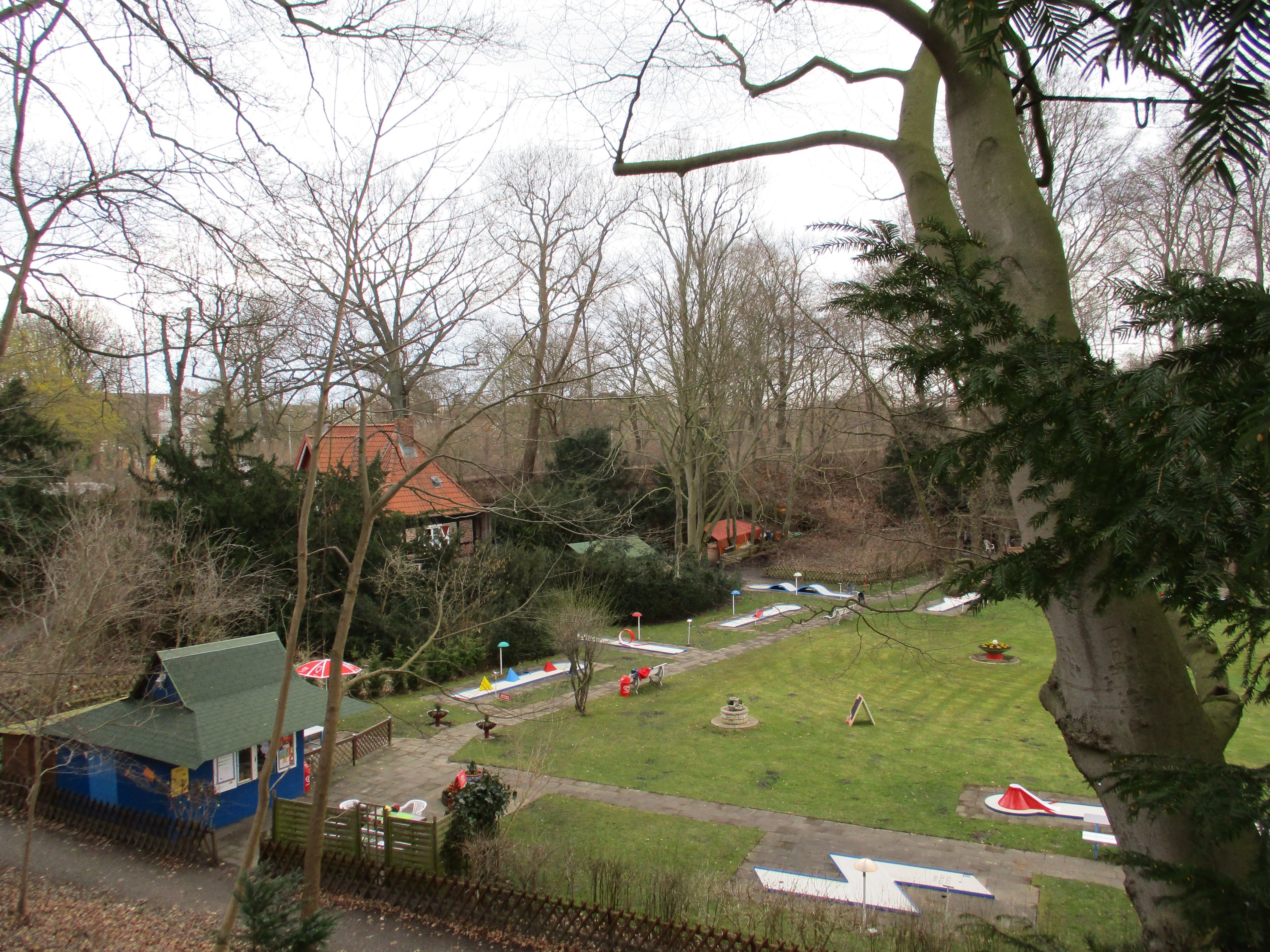
Minigolfplatz

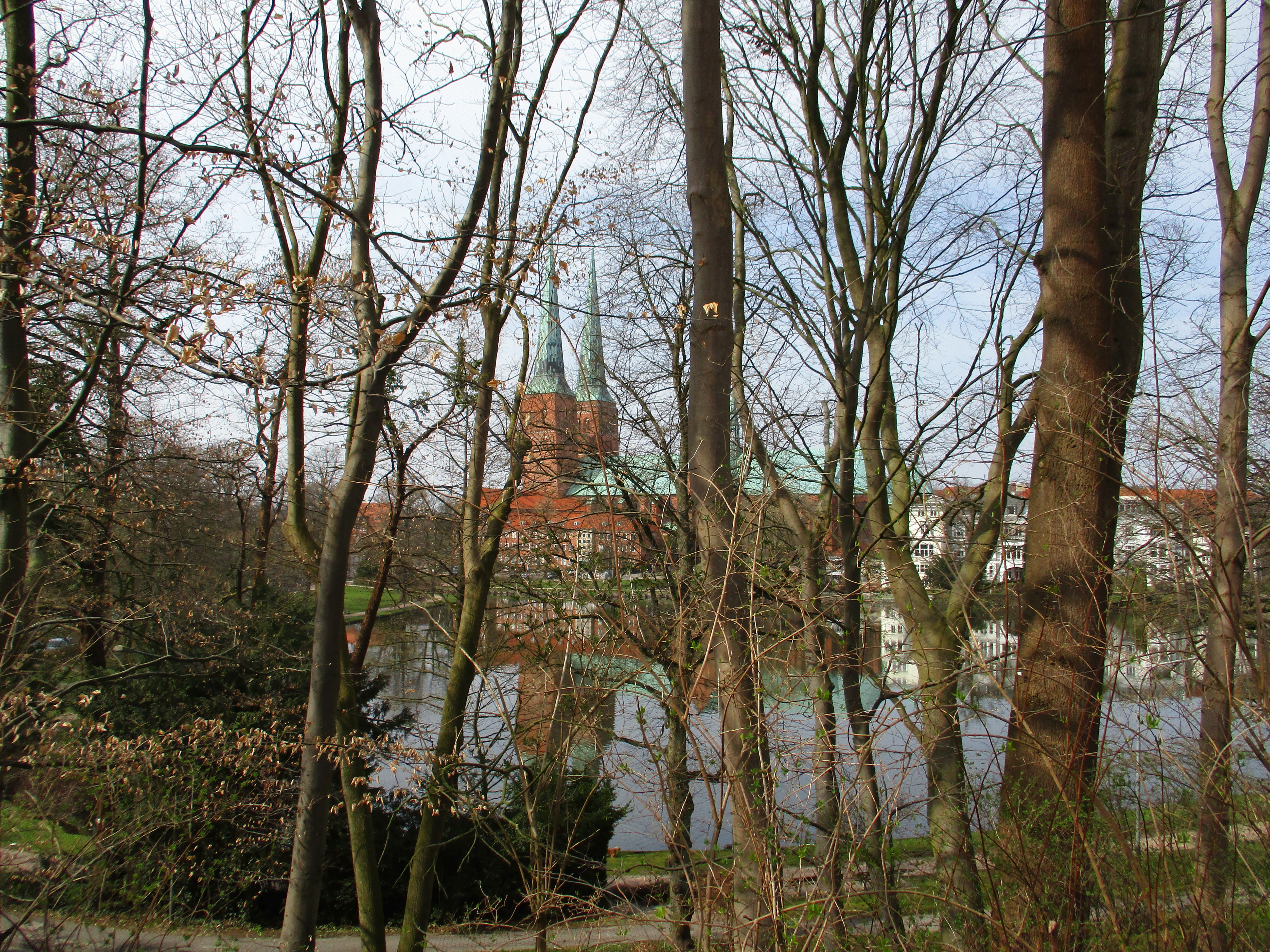
Stadtansicht

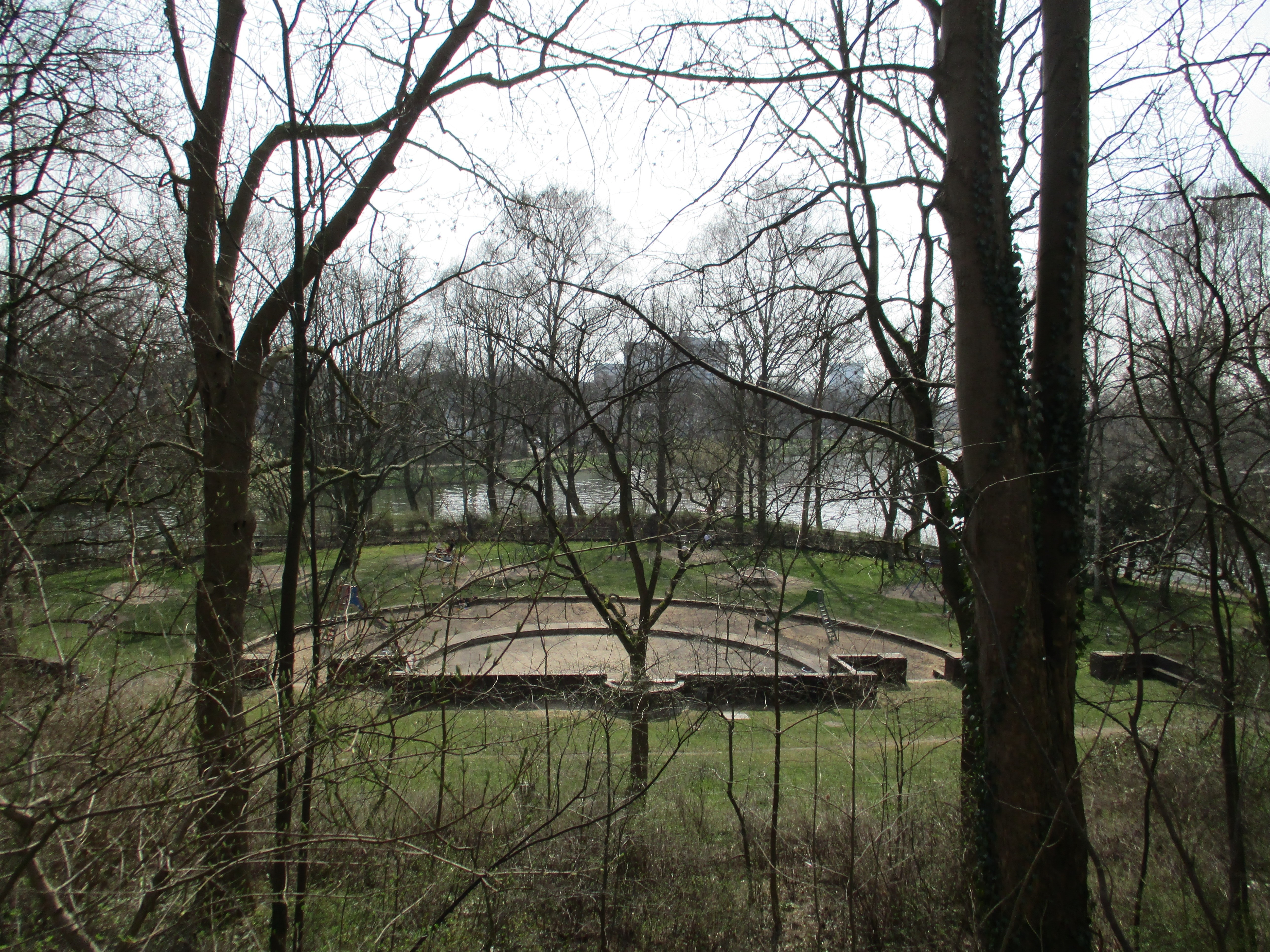
Spielplatz Nizza

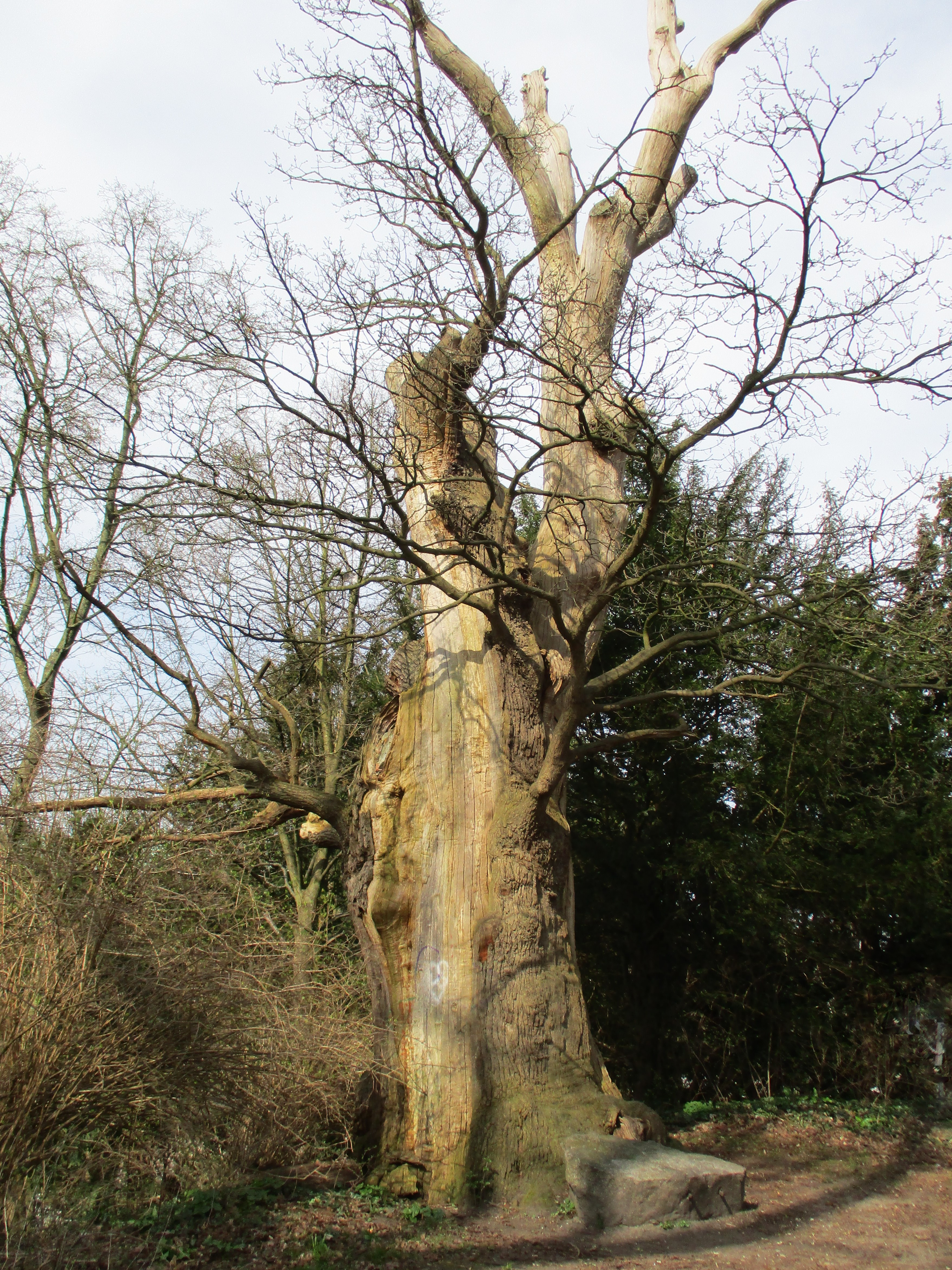
Kaisereiche

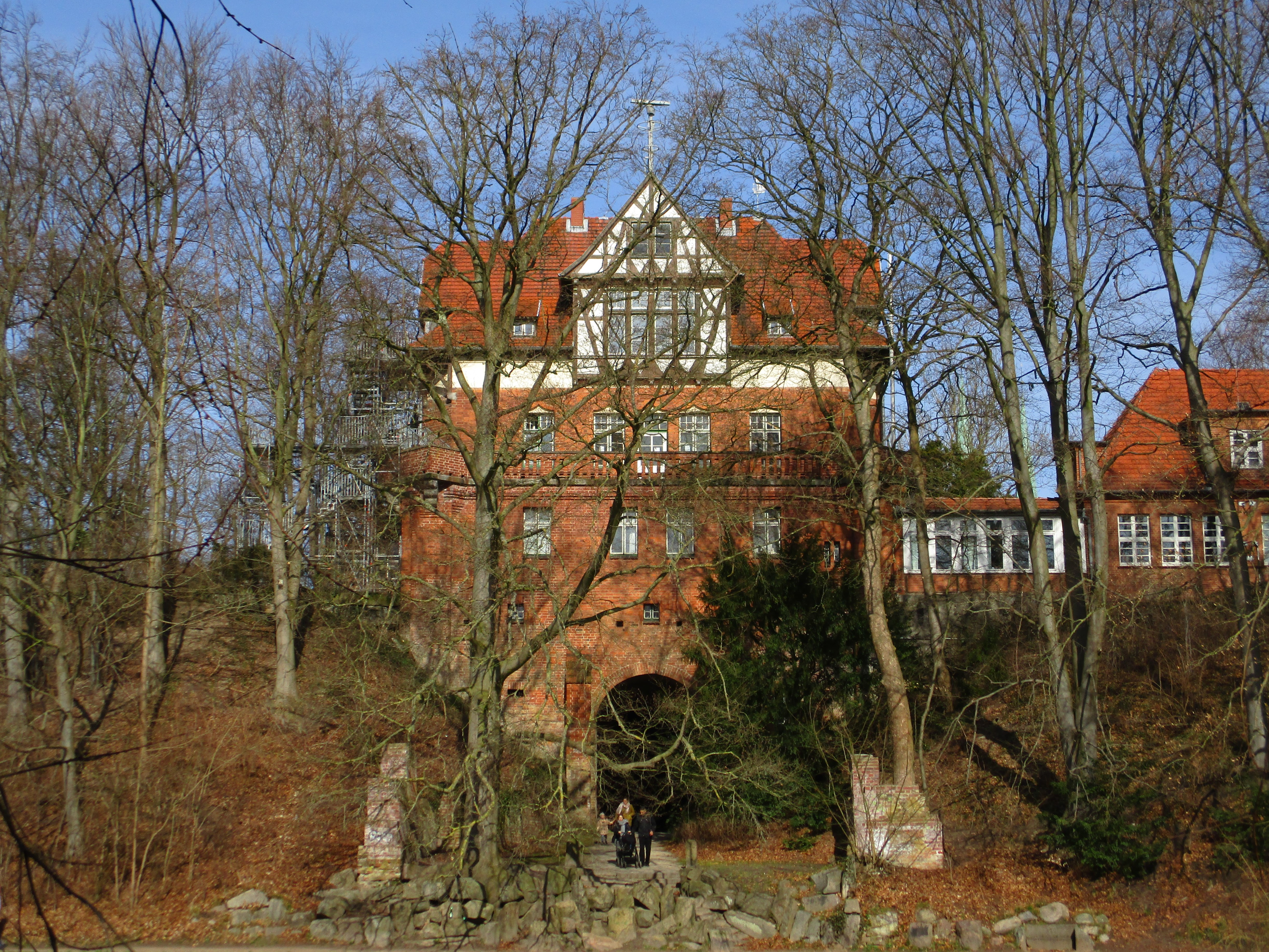
Kaisertor

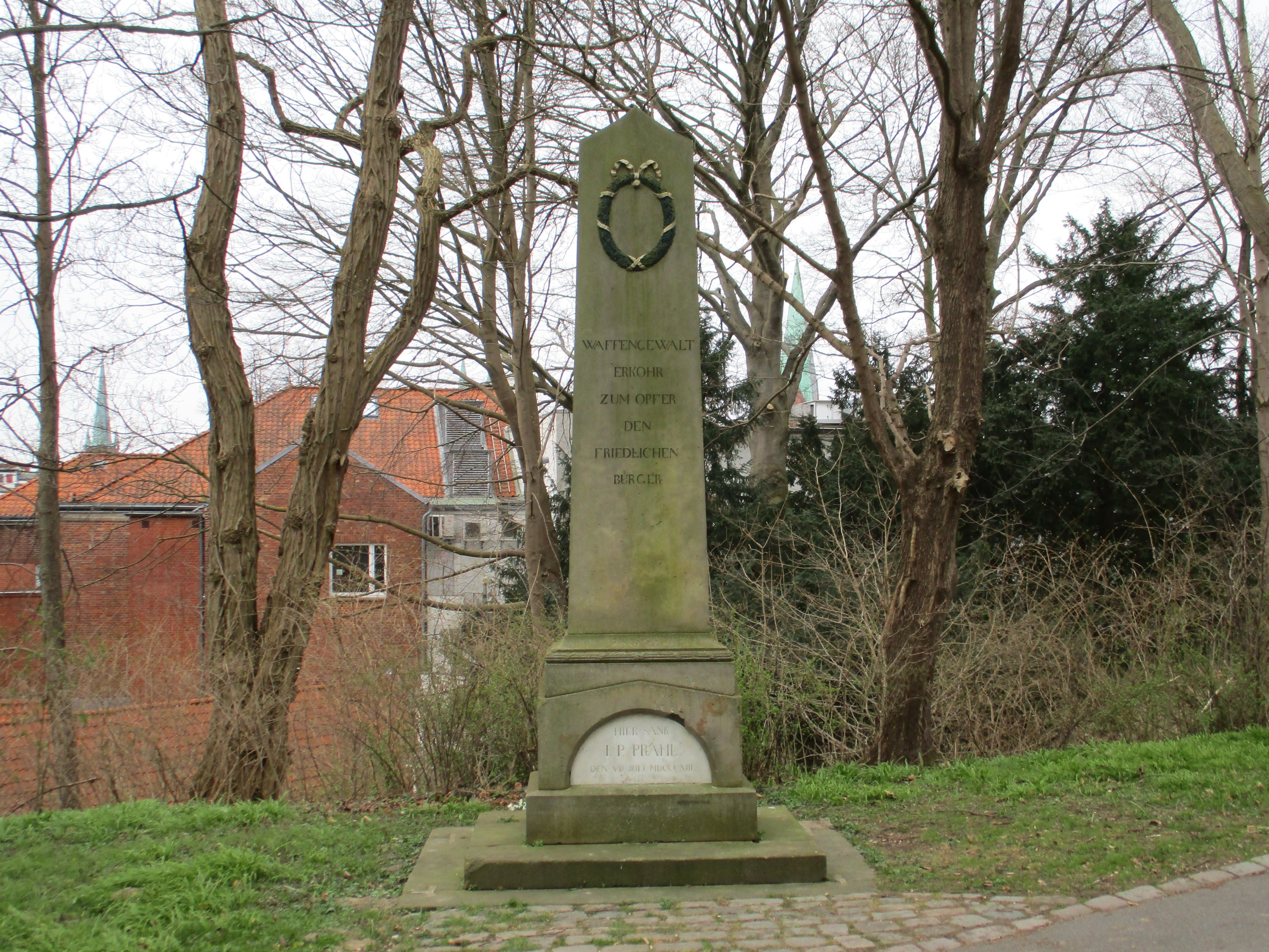
Prahls Denkmal

Die Wallanlagen sind die größte und älteste Parkanlage der Stadt Lübeck.

## Lage
Die Wallanlagen sind umgestaltete Befestigungswerke am Rand der südlichen Altstadt.

## Geschichte
Bis in die Anfänge des 19. Jahrhunderts umschlossen die Befestigungswerke, die bis 1241 zurückgehen, den alten Stadtkern. Ab 1469 wurden sie bedeutend erweitert, außerdem wurden Mauern, Türme, Tore eingebunden. Sie dehnten sich in einer Fläche aus, die letztlich halb so groß war wie die der Altstadtinsel. Bis 1670 wurden die Wallanlagen ständig verstärkt und ausgebaut. Bis zu 25 000 Bürger wurden für die Arbeiten an den Anlagen verpflichtet, bis sie im 18. Jahrhundert zunehmend ihre Aufgabe verloren. Sie wurden geschleift oder zu Promenaden umgewandelt.
Erste Baumpflanzungen erfolgten bereits im 17. Jahrhundert. 1775 liefen Alleen junger Ulmen auf den Wällen entlang und 1778 wurde die erste städtische Baumschule eingerichtet. Es wurden auch verschiedenste ausländische Gehölze gepflanzt. Zur Uferbefestigung und Holzbewirtschaftung intensivierte sich die Bepflanzung im 18. Jahrhundert. Zum Schutz der Neuanpflanzungen hat Lübeck bereits 1766 eine Baumschutzordnung erlassen. Der Verlust des ursprünglichen Verteidigungscharakters der Wallanlagen erfolgte ab 1794 mit Abriss der inneren Stadtmauer. Während der Belagerung der Franzosen 1806 – 1813 wurden Alleen und Bäume gefällt und verkauft.
Die Wälle nördlich vom Holstentor gingen mit dem Bau der Lübeck-Büchener Eisenbahn in der Mitte des 19. Jahrhunderts verloren, was stark angeprangert wurde, so dass sich infolgedessen die Eisenbahngesellschaft zur Grünflächengestaltung verpflichtete und den Preußischen Gartenbaudirektor Peter Joseph Lenné und Rastedt für gärtnerische Planungen gewann. Diese Ausführungen fielen jedoch dem Bau der städtischen Hafenanlagen zum Opfer.
Durch den Bau des Elbe-Trave-Kanals 1895 - 1900 wurden die Wallbereiche grundlegend umgestaltet, woran Metaphius Langenbuch, der von 1879 bis 1907 Stadtgärtner war, großen Anteil hatte. Die Anlagen blieben von der Größe her unverändert, wurden aber vom Elbe-Trave-Kanal durchschnitten. Neue Gestaltungsräume wurden Anfang des 20. Jahrhunderts im Rahmen der sozial orientierten Reformbewegung geschaffen.
Im letzten Jahrhundert wurde kriegsbedingt abgeholzt, worauf schnelle Lückenbepflanzung folgte, was zu einem konzeptlosen Überwachsen geführt hat. 2003 hat man sich wieder zu gartendenkmalpflegerischen Maßnahmen entschlossen.

## Die Parkanlage
Die Grünanlage Wallanlagen wird charakterisiert durch den sternförmigen Grabenverlauf mit in den Spitzen eingebauten Bastionen und besonderen Anlagen, die durch besondere gärtnerische Gestaltung zentrale Orte geworden sind. Den Promenadenweg in bis zu 27 m Höhe kennzeichnen besondere Stadtansichten.
Der Baumpark besteht aus verschiedenen wertvollen einheimischen und exotischen Gehölzen. An der Wallstraße befindet sich zwischen den Bäumen, die den Minigolfplatz umgeben, eine 100 Jahre alte Ungarische Eiche. Der älteste Baum, die 350 Jahre alte Kaisereiche, steht auf der Anhöhe des Aufgangs zum Kaisertor am Mühlendamm. Sie wurde 2008 zum schönsten Baum Lübecks gewählt, trotz der stark ruinösen Erscheinung.

## Zentrale Orte entlang des Wanderweges
Stadteinwärts an der Puppenbrücke beginnt der Wanderweg durch die Parkanlage mit einer Informationstafel. Gleich zu Beginn des Weges auf der Bastion Holstentor laden Bänke zum Rasten auf einem kleinen Halbrund ein, dem heutigen „Barths“ Platz, der nach Erwin Barth benannt ist, dem Gartendirektor von 1908 bis 1911. Unterhalb der Puppenbrücke wurde 2003 ein größerer halbkreisförmiger Platz als Sonnenplatz mit Bänken für die Nachmittagssonne an Stelle des ursprünglichen Barths Platz als die jüngste Aufwertung anstelle der Birken der Nachkriegszeit geschaffen.
Hoch zur nächsten Bastion Katze windet sich seit 1800 ein schneckenförmiger Weg, weswegen die Bastion früher auch Schneckenberg genannt wurde; heute ist sie als Katzenberg bekannt. Man sollte von dort einen besonders schönen Blick auf die Petrikirche (Lübeck) haben.
Weiter auf der Niederung vor dem als Hexenhaus bezeichneten Gebäude der städtischen Baumschule von 1778 vor der Bastion Kommis wurde in den 60ern ein Miniatur-Golfplatz eingerichtet. Der Sportplatz Buniamshof daneben wurde nach Barths Plänen 1911 angelegt und ist heute Lübecks zweitgrößtes Stadion. An die im 1. Weltkrieg gefallenen der Lübecker Turnerschaft erinnert ein um 1920 vom Medailleur und Bildhauer Hans Schwegerle aufgestelltes Ehrenmal.
Für die außersportlichen Veranstaltungen wurde eine Freilichtbühne zu der 700-Jahr-Feier der Reichsfreiheit direkt auf der Bastion Buniamshof geschaffen. Barth hatte die Bühne mit geplant, ausgeführt wurde sie 1926 nach Plänen von Garteninspektor Rudolf Engehausen.
Über die Wipperbrücke hinüber – wo im Mittelalter betrügerische Kaufleute „gewippt“, also ertränkt wurden – lagert vor der Pulverturmbastion der Spielplatz Nizza, der 1927 als einstiger Wasserspielplatz zusammen mit sonnigen Sitzbänken geschaffen wurde. Das große halbrunde gemauerte Becken wurde 1930 noch einen gemauerten Ziehbrunnen ergänzt und der Kreismittelpunkt mit einer Granitsäule mit einem bronzenen Wasserspiel und der Statue „Knabe mit Reifen“, ebenfalls von Schwegerle geschaffen, betont.
Am Eingang der Anlage führen Treppen hoch auf die Bastion. Dort steht die ehemalige Seefahrtsschule 1899 auf dem Backsteinunterbau des ehemaligen Torhauses, auch Kaisertor genannt, aus dem 13. Jahrhundert, das durch die Wallanlagen zugedeckt war und erst 1895 beim Bau des Elbe-Lübeck-Kanals wieder geöffnet wurde.
Eine Allee führt weiter zur letzten Station gelegen auf der Bastion Schwansort, von der durch den Bau der Kanals nur noch ein Rest besteht. Der 1820 dort aufgestellte  Sandsteinobelisk des Architekten und Stadtbaumeisters Joseph Christian Lillie verblieb dort, wenn er auch verrückt werden musste. Das Mahnmal erinnert an das einzige Opfer unter französischer Herrschaft zur Zeit von Napoleon, dem Lübecker Jürgen Paul Prahl, der sterben musste, weil er einen Franzosen geohrfeigt hatte.
Die Wallanlagen haben sich bis zur Hüxtertorbrücke erhalten.

## Welterbe
Die Wallanlagen sind die bedeutsamste Gartenanlage der Hansestadt. Als Bestandteil der Lübecker Altstadt gehören sie zu dem 1987 von der UNESCO erhobenen Weltkulturerbe.